# IIFAウトサヴァム
IIFAウトサヴァム（IIFA Utsavam）は、インドの南インド映画（タミル語映画、テルグ語映画、マラヤーラム語映画、カンナダ語映画）を表彰する映画賞。国際インド映画アカデミー賞を運営するウィズクラフト・インターナショナル・エンターテインメントが主催している。
当初は2015年に開催される予定だったが、同年に発生した洪水被害の影響から延期され、2016年に第1回授賞式が開催された。授賞式は2日間かけて行われ、1日目にタミル語映画部門とマラヤーラム語映画部門、2日目にテルグ語映画部門とカンナダ語映画部門の受賞作品・受賞者が発表される。ノミネート作品は各映画界の著名な映画製作者・俳優・批評家などから構成される審査員会によって選出され、一般人の投票によって受賞者が選出される。

## 歴史
2015年10月、国際インド映画アカデミー賞の運営団体が南インド映画を表彰するための新たな映画賞として「IIFAウトサヴァム」を開催することを発表した。当初の予定では同年12月4日から6日にかけてハイデラバードで授賞式を行うと発表されていたが、開催前日の同月3日にIIFAが声明を発表し、同年に発生した洪水被害の影響から授賞式の開催延期と災害復興支援イベントの開催がアナウンスされた。その後、2016年1月24日から25日にかけて第1回授賞式が開催され、収益の全額が洪水被害の復興支援のために寄付された。また、映画賞創設に合わせてFICCI-IIFA合同でメディア&エンターテインメント・ビジネス・コンクラーヴェが開催され、ラメーシュ・シッピーやラケーシュ・オームプラカーシュ・メーラなどがゲストとして出席した。運営団体は第2回授賞式も引き続きハイデラバードで開催し、それ以降はインド国外で開催する方針を発表したものの、その後は開催されず、7年振りとなる2024年に第3回授賞式が開催されることになった。

## 授賞式
| 授賞式 | 開催日           | 司会者 | 開催国           | 都市             | 会場                                         | 出典   |
| ------ | ---------------- | --- | ---------------- | ---------------- | -------------------------------------------- | ------ |
| 第1回  | 2016年1月24-25日 | テルグ語映画部門：アッル・シリシュ、ナヴディープ、レジーナ・カサンドラ タミル語映画部門：シヴァ、ヴェンカット・プラブ カンナダ語映画部門：ヴィジャイ・ラーガヴェンドラ、アクル・バラージ マラヤーラム語映画部門：パール・マーニー、スラージ・ヴェニャーラムード | インド           | ハイデラバード   | G・M・C・バーラヨーギ陸上競技場              |        |
| 第2回  | 2017年3月28-29日 | テルグ語映画部門：ラーナー・ダッグバーティ、ナーニ タミル語映画部門：ラーナー・ダッグバーティ、シヴァ カンナダ語映画部門：アクル・バラージ、メーガナ・ガオンカル マラヤーラム語映画部門：ティニー・トム、パール・マーニー                                       | インド           | ハイデラバード   | ハイデラバード国際コンヴェンション・センター | [ 9 ]  |
| 第3回  | 2024年9月27日    | テルグ語映画部門：ラーナー・ダッグバーティ、テージャ・サッジャー タミル語映画部門：サティーシュ、ディヴィヤ・メーノーン カンナダ語映画部門：アクル・バーラージ、ヴィジャイ・ラーガヴェンドラ マラヤーラム語映画部門：パール・マーニー、スデーヴ・ナーヤル       | アラブ首長国連邦 | アブダビ市ヤス島 | エティハド・アリーナ                         | [ 10 ] |